# Stare Polichno (gromada)
Stare Polichno – dawna gromada, czyli najmniejsza jednostka podziału terytorialnego Polskiej Rzeczypospolitej Ludowej w latach 1954–1972.
Gromady, z gromadzkimi radami narodowymi (GRN) jako organami władzy najniższego stopnia na wsi, funkcjonowały od reformy reorganizującej administrację wiejską przeprowadzonej jesienią 1954 do momentu ich zniesienia z dniem 1 stycznia 1973, tym samym wypierając organizację gminną w latach 1954–1972.
Gromadę Stare Polichno z siedzibą GRN w Starym Polichnie utworzono – jako jedną z 8759 gromad na obszarze Polski – w powiecie gorzowskim w woj. zielonogórskim na mocy uchwały nr V/15/54 WRN w Zielonej Górze z dnia 5 października 1954. W skład jednostki weszły obszary dotychczasowych gromad Stare Polichno, Gościnowo i Nowe Polichno ze zniesionej gminy Lipki Wielkie w tymże powiecie. Dla gromady ustalono 10 członków gromadzkiej rady narodowej.
1 stycznia 1958 z gromady Stare Polichno wyłączono wieś Gościnowo, włączając ją do gromady Murzynowo w powiecie skwierzyńskim  w tymże województwie, po czym gromadę Stare Polichno zniesiono, a jej (pozostały) obszar włączono do gromad: Santok (wieś Stare Polichno) i Lipki Wielkie (wieś Nowe Polichno) w powiecie gorzowskim.